# DN28D
DN28D este un drum național din România care pornește de la intersecția cu DN28 Târgu Frumos - Iași, km 63+800 și se desfășoară în dreapta, până la intersecția cu DJ248 Iași - Vaslui. Actualul DN28D reprezintă prima etapă de realizare a variantei de ocolire prin sud a municipiului Iași, în vederea realizării legăturii dintre drumurile naționale DN24 și DN28.